# Università Tecnica di Cluj-Napoca
L'Università tecnica di Cluj-Napoca (UTCN) è un'università pubblica con sede a Cluj-Napoca.

## Storia
Raccogliendo l'eredità delle vecchia Scuola industriale istituita nel 1920, l'università è stata fondata nel 1948 come Istituto meccanico di Cluj e dotata allora di due sole facoltà: termotecnica e macchine. Dopo aver ampliato i propri corsi, nel 1953 è stato rinominato Istituto politecnico.
Nel 1992 ha assunto la denominazione di Università tecnica di Cluj-Napoca; nel 2012 ha assorbito l'Università del Nord di Baia Mare e inaugurato la propria sede distaccata, ovvero il Centro universitario del Nord di Baia Mare, nel capoluogo del distretto di Maramureș. L'ateneo è classificato dal ministero dell'istruzione come un centro di ricerca avanzata e istruzione.